# Dukkemann
Chansons représentant la Norvège au Concours Eurovision de la chanson
Intet er nytt under solen
(1966) Stress
(1968)
Singles de Kirsti Sparboe
Edelweiss
(1966) Livet er herlig
(1967)
Dukkemann (« Marionnette ») est une chanson de la chanteuse norvégienne Kirsti Sparboe parue sur son album Livet er herlig et sortie en 45 tours en 1967. C'est la chanson qui représente la Norvège au Concours Eurovision de la chanson 1967.
Elle a également été enregistré par Kirsti Sparboe en suédois sous le titre Sprattelman.

## À l'Eurovision

### Sélection
Le 25 février 1967, ayant remporté le Melodi Grand Prix 1967, la chanson Dukkemann, interprétée par Kirsti Sparboe, est sélectionnée pour représenter la Norvège au Concours Eurovision de la chanson 1967 le 8 avril à Vienne.

### À Vienne
La chanson est intégralement interprétée en norvégien, langue officielle de la Norvège, comme l'impose la règle de 1966 à 1972. L'orchestre est dirigé par Øivind Bergh (en).
Dukkemann est la treizième chanson interprétée lors de la soirée du concours, suivant Hablemos del amor de Raphael pour l'Espagne et précédant Boum-Badaboum de Minouche Barelli pour Monaco.
À l'issue du vote, elle obtient 2 points et se classe 14e — ex aequo avec Ring-dinge-ding de Thérèse Steinmetz pour les Pays-Bas et Warum es hunderttausend Sterne gibt de Peter Horten pour l'Autriche — sur 17 chansons,.

## Liste des titres
| A1. | Dukkemann  | Ola B. Johannessen (en), Tor Hultin (no) | 2:12 |
| A2. | Gi meg fri | Bjørn Hornmoen, Ivar Børsum              | 2:20 |

## Historique de sortie
| Pays    | Date | Format   | Label  |
| ------- | ---- | -------- | ------ |
| Norvège | 1967 | 45 tours | Triola |